# Virtua Fighter 3
Virtua Fighter 3 (яп. バーチャファイター3 Ба:тя Файта: Сури:) — третья игра серии Virtua Fighter, разработанная компанией Sega AM2 и выпущенная Sega для аркадных автоматов, в 1996 году. Через год после выхода игры было выпущено обновление под названием Virtua Fighter 3tb (яп. バーチャファイター3ｔｂ), которая должна была быть также на консоли Sega Saturn, но из-за плохих продаж приставки за пределами Японии, порт был выпущен на Dreamcast.

## Геймплей
Система боя в Virtua Fighter 3 идентична предыдущим играм серии. Игрок управляет одним из бойцов, каждый из которых владеет разными боевыми приёмами и разными техниками ведения рукопашного боя. В некоторых случаях для победы игроку надо выбросить противника за пределы ринга. Усовершенствовались уклонения: теперь после уклонения можно сразу же атаковать соперника. Кроме того, появился метод уклонение + побег.
Графика в Virtua Fighter 3 также была улучшена: теперь глаза персонажей следят за движениями противника, их мышцы могут сгибаться и расслабляться, боевые арены включают в себя лестницы и склоны, а Дюраль, главный босс, сделана из металла, который отражает окружающую среду вокруг неё.

### Персонажи
- Акира Юки (яп. 結城 晶 Ю:ки Акира, англ. Akira Yuki)
- Пай Чан (яп. パイ・チェン, англ. Pai Chan)
- Лау Чан (яп. ラウ・チェン, англ. Lau Chan)
- Вольф Хокфилд (яп. ウルフ・ホークフィールド, англ. Wolf Hawkfield)
- Джеффри МакУайлд (яп. ジェフリー・マクワイルド, англ. Jeffry McWild)
- Каге-Мару (яп. 影丸 Кагэмару, англ. Kage-Maru)
- Сара Брайант (яп. サラ・ブライアント, англ. Sarah Bryant)
- Джеки Брайант (яп. ジャッキー・ブライアント, англ. Jacky Bryant)
- Шунь Ди (яп. 舜帝（シュン・ディ）, англ. Shun Di)
- Лион Рафаэль (яп. リオン・ラファール, англ. Lion Rafale)
- Дюраль (яп. デュラル, англ. Dural)

В Virtua Fighter 3 появились 2 новых персонажа:
- Аои Умэнокодзи (яп. 梅小路 葵 Умэноко:дзи Аои, англ. Aoi Umenokouji)
- Така-Араси (яп. 鷹嵐, англ. Taka-Arashi)

## Virtua Fighter 3tb
В 1997 году на аркадные автоматы была выпущена обновлённая версия игры под названием Virtua Fighter 3tb (яп. バーチャファイター3ｔｂ), где «tb» расшифровывается как «Team Battle». Через год она была портирована на Dreamcast, став одной из первых игр, выпущенной для этой консоли. Игра продавалась вместе с демоверсией Shenmue. В отличие от оригинала, игрок проходит через серию боёв между командами из нескольких персонажей, чтобы выиграть и стать чемпионом. Обновление для Dreamcast было разработано компанией Genki, так как Sega AM2 работала над другими проектами.
Североамериканская версия игры для Dreamcast продавалась плохо из-за большой конкуренции со стороны другого файтинга Soulcalibur от Namco.

## Саундтрек
Альбом Virtua Fighter 3 Sound Tracks (яп. バーチャファイター 3 Sound Tracks) был выпущен 23 октября 1996 года лейблами Futureland, Toshiba EMI. Музыка была написана Такэнобу Мицуёси, Такаюки Накамурой и Фумио Итой. Альбом содержит 30 песен.
26 марта 1997 года теми же лейблами был выпущен альбом Virtua Fighter 3 On The Vocal (яп. バーチャファイター 3 On The Vocal). В него вошли 10 песен исполненных Такэнобу Мицуёси.
| №                   | Название                                  | Музыка                             | Длительность |
| ------------------- | ----------------------------------------- | ---------------------------------- | ------------ |
| 1.                  | «Rowdy»                                   | Такэнобу Мицуёси                   | 1:34         |
| 2.                  | «VirtuaFighter 3»                         | Такаюки Накамура, Такэнобу Мицуёси | 1:34         |
| 3.                  | «Next Challenger»                         | Такэнобу Мицуёси                   | 0:06         |
| 4.                  | «Keen Head „Jacky In The Building“»       | Такэнобу Мицуёси                   | 2:11         |
| 5.                  | «Tedium „Leon In The Library“»            | Фумио Ито, Такэнобу Мицуёси        | 2:31         |
| 6.                  | «Mai „Aoi In The Snow“»                   | Такаюки Накамура, Такэнобу Мицуёси | 2:24         |
| 7.                  | «Coral Groove „Jeffry In The Sea“»        | Такэнобу Мицуёси                   | 2:14         |
| 8.                  | «Underground „Sarah In The Subway“»       | Такаюки Накамура, Такэнобу Мицуёси | 2:15         |
| 9.                  | «Gostroptosis „In The Cave“»              | Фумио Ито, Такэнобу Мицуёси        | 2:50         |
| 10.                 | «Hiding „Kagemaru In The Castle“»         | Такаюки Накамура, Такэнобу Мицуёси | 2:00         |
| 11.                 | «Open The Deadgate „Pai On The Roof“»     | Такэнобу Мицуёси                   | 1:58         |
| 12.                 | «Drunkman in HongKong „Shun On The Raft“» | Такаюки Накамура, Такэнобу Мицуёси | 2:25         |
| 13.                 | «Raging Wind „Lau In The Great Wall“»     | Такэнобу Мицуёси                   | 2:06         |
| 14.                 | «Ancient times „Wolf In The Desert“»      | Такэнобу Мицуёси                   | 2:15         |
| 15.                 | «On The Circle „Takaarashi On The Ring“»  | Такэнобу Мицуёси                   | 2:19         |
| 16.                 | «The Hall „Akira In The Bamboo Grove“»    | Такэнобу Мицуёси                   | 2:35         |
| 17.                 | «Tender Steel „Dural“»                    | Такэнобу Мицуёси                   | 2:18         |
| 18.                 | «After image 2»                           | Такэнобу Мицуёси                   | 0:52         |
| 19.                 | «Tell me your memories»                   | Такэнобу Мицуёси                   | 1:18         |
| 20.                 | «Game over»                               | Такаюки Накамура, Такэнобу Мицуёси | 0:14         |
| 21.                 | «Stage Clear»                             | Такаюки Накамура                   | 0:04         |
| 22.                 | «Try To Next Level»                       | Такэнобу Мицуёси                   | 0:37         |
| 23.                 | «Modesty „Extra Stage“»                   | Фумио Ито, Такэнобу Мицуёси        | 1:40         |
| 24.                 | «Impudence „Extra Stage“»                 | Фумио Ито, Такэнобу Мицуёси        | 2:30         |
| 25.                 | «The Killer Mantis „Extra Stage“»         | Такаюки Накамура, Такэнобу Мицуёси | 2:03         |
| 26.                 | «Blandish Fist „Extra Stage“»             | Такэнобу Мицуёси                   | 2:33         |
| 27.                 | «Persevering „Extra Stage“»               | Фумио Ито, Такэнобу Мицуёси        | 2:01         |
| 28.                 | «Cool Bell „Extra Stage“»                 | Такэнобу Мицуёси                   | 2:10         |
| 29.                 | «Tears of Falling „Extra Stage“»          | Такэнобу Мицуёси                   | 2:21         |
| 30.                 | «For You…»                                | Такэнобу Мицуёси                   | 1:41         |
| Общая длительность: | Общая длительность:                       | Общая длительность:                | 55:39        |

| №                   | Название                     | Текст песни         | Музыка                        | Исполнитель         | Длительность |
| ------------------- | ---------------------------- | ------------------- | ----------------------------- | ------------------- | ------------ |
| 1.                  | «Heat Haze — Kage»           |                     | Такаюки Накамура              | Такэнобу Мицуёси    | 4:16         |
| 2.                  | «Beyond The Mirage — Lau»    | Минако Аояги        | Такэнобу Мицуёси, Каору Охори | Такэнобу Мицуёси    | 3:50         |
| 3.                  | «ZERO — Dural»               |                     | Такэнобу Мицуёси              | Такэнобу Мицуёси    | 4:05         |
| 4.                  | «Alone — Akira»              |                     | Такэнобу Мицуёси              | Такэнобу Мицуёси    | 5:13         |
| 5.                  | «Brave It Out — Jacky»       |                     | Такэнобу Мицуёси              | Такэнобу Мицуёси    | 4:29         |
| 6.                  | «The Wall — Wolf»            |                     | Такэнобу Мицуёси              | Такэнобу Мицуёси    | 3:45         |
| 7.                  | «Wild Blood — Jeffry»        |                     | Такэнобу Мицуёси              | Такэнобу Мицуёси    | 4:35         |
| 8.                  | «Mysterious — Sarah»         |                     | Такаюки Накамура              | Такэнобу Мицуёси    | 4:20         |
| 9.                  | «A Night Without You — Lion» | Минако Аояги        | Такэнобу Мицуёси, Каору Охори | Такэнобу Мицуёси    | 4:18         |
| 10.                 | «My Lover — Pai»             |                     | Такэнобу Мицуёси              | Такэнобу Мицуёси    | 4:54         |
| Общая длительность: | Общая длительность:          | Общая длительность: | Общая длительность:           | Общая длительность: | 43:45        |

## Оценки и мнения
| Сводный рейтинг      | Сводный рейтинг                 |
| Агрегатор            | Оценка                          |
| -------------------- | ------------------------------- |
| GameRankings         | 78,75 %                         |
| MobyRank             | 78/100                          |
| Иноязычные издания   |                                 |
| Издание              | Оценка                          |
| AllGame              | (авт.) · (авт.) · (3tb) · (3tb) |
| Edge                 | 8/10                            |
| EGM                  | 8/10                            |
| Game Informer        | 7,75/10                         |
| GameRevolution       | C                               |
| GameSpot             | 8,2/10                          |
| IGN                  | 8,7/10                          |
| The Adrenaline Vault | [ 14 ]                          |
| PlanetDreamcast      | 8/10                            |

Игра получила положительные отзывы от критиков. Многие сайты сравнивали Virtua Fighter 3tb с Soulcalibur, где большинство выбирали вторую, но критики рекомендовали игру фанатам. Planet Dreamcast хвалил Virtua Fighter 3tb за графику и эффекты, и хотя отметив, что они не дотягивают до уровня Soulcalibur, всё же порекомендовали купить игру. С Planet Dreamcast также согласился и сайт IGN, заявив, что игроки получат много удовольствия.
Game Revolution поставил игре ранг C, где Virtua Fighter 3tb назвали «не плохой, просто старой». Журнал Edge назвали игру «захватывающей и привлекательной», высоко оценив графику и геймплей.
Allgame оценили Virtua Fighter 3 для аркадного автомата в 4,5 звезды из 5 возможных, хваля кадровую частоту, разрешение, графику и кинематографические элементы, но раскритиковали саундтрек игры, посчитав его главным недостатком. Японская версия игры для консоли Dreamcast была высоко оценена сайтом, в своём обзоре заявившем, что благодаря игре можно купить приставку. Однако аркадная версия Virtua Fighter 3tb и североамериканская версия для Dreamcast получили низкую оценку.